# Milliyetçi Hareket Partisi
Die Milliyetçi Hareket Partisi (Kurzbezeichnung: MHP; türkisch für „Partei der Nationalistischen Bewegung“) ist eine rechtsextreme, ultranationalistische Partei in der Türkei. Ihr Vorsitzender ist seit 1997 Devlet Bahçeli. Die MHP gilt als politischer Arm der „Idealisten“ (Ülkücüler) oder „Grauen Wölfe“ des Parteigründers Alparslan Türkeş.
Seit 2018 befindet sich die MHP im Wahlbündnis „Volksallianz“ mit der regierenden neoosmanischen Adalet ve Kalkınma Partisi (AKP). Mit der MHP stellt die AKP unter Präsident Recep Tayyip Erdoğan die Mehrheit in der Großen Nationalversammlung.

## Geschichte
Die „Partei der Nationalistischen Bewegung“ ging 1969 aus der Cumhuriyetçi Köylü Millet Partisi (CKMP) von Osman Bölükbaşı hervor, die ihrerseits als Abspaltung von der Millet Partisi entstand. Der Parteigründer Türkeş war als Oberst am Militärputsch von 1960 beteiligt gewesen.

### Regierungsbeteiligung unter Demirel
Am 31. März 1975 wurde die MHP Mitglied der Regierungskoalition von Premierminister Süleyman Demirel von der Adalet Partisi (AP) zusammen mit der islamistischen Millî Selamet Partisi (MSP) und der nationalistischen Cumhuriyetçi Güven Partisi (CGP). Trotz politischer Unruhen, Inflation und Handelsdefizit besteht die Koalition bis zu den Wahlen im Juni 1977. In einer erneuten Koalition unter Führung der Adalet Partisi (AP) unter Premierminister Demirel mit der islamistischen MSP wurde die MHP von 21. Juli 1977 bis 4. Januar 1978 beteiligt.
Nach dem Militärputsch am 12. September 1980 wurden die MHP und die mit ihr verbundenen Grauen Wölfe verboten und an ihrer Stelle 1983 die Muhafazakâr Parti (MP) gegründet. Der Vorsitzende Alparslan Türkeş wurde vor ein Militärtribunal gestellt und nach Indien ins Exil geschickt. Die Partei wurde 1985 in Milliyetçi Çalışma Partisi (MÇP) umbenannt. Zur Parlamentswahl 1991 ging sie eine Listenverbindung mit der islamistischen Refah Partisi (RP) ein. 1992 durfte sie nach einem Volksentscheid den alten Namen Milliyetçi Hareket Partisi (MHP) wieder führen.

### Machtkämpfe
Bei der Parlamentswahl 1995 scheiterte sie mit 8,2 Prozent der Stimmen an der Sperrklausel von 10 Prozent zum Einzug ins Parlament.
Als Alparslan Türkeş am 4. April 1997 starb, kam es zu einem innerparteilichen Machtkampf. Es gab zwei Lager: Die einen wollten seinen Sohn Yıldırım Tuğrul Türkeş als neuen Vorsitzenden, die anderen den früheren Generalsekretär der MHP, Devlet Bahçeli. Schließlich wurde Devlet Bahçeli bei einem außerordentlichen Parteitag zum neuen Vorsitzenden gewählt. Yıldırım Tuğrul Türkeş trat aus der MHP aus und gründete am 27. Februar 1997 die Aydınlık Türkiye Partisi (ATP).

### Regenbogenkoalition unter Ecevit
Bei der Parlamentswahl im April 1999 wurde die Partei mit 18 Prozent der Stimmen zweitstärkste Kraft und stellte 129 Abgeordnete im Parlament. Die MHP war vom 29. Mai 1999 bis zum 11. März 2003 zusammen mit der Demokratik Sol Parti (DSP) und der Anavatan Partisi (ANAP) an der Regierung von Bülent Ecevit beteiligt.
Bei den Wahlen im November 2002 zog die Partei mit einem dezidierten Anti-EU-Beitritts-Programm in den Wahlkampf. Die MHP erhielt 8,4 % der Stimmen, ein Rückgang um fast 10 %, wodurch sie an der 10 %-Hürde scheiterte.

### Opposition im Parlament

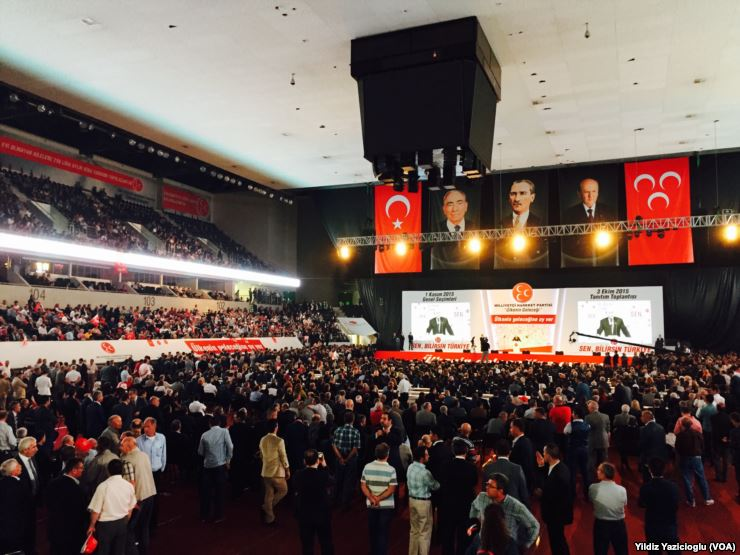
Parteitag der MHP 2015

Bei der vorgezogenen Parlamentswahl im Juli 2007 erhielt die MHP über 5 Millionen Stimmen (14,3 %) und 71 Mandate. In den Provinzen Mersin und Osmaniye errang die MHP die Mehrheit der Stimmen. Noch vor Beginn der 23. Legislaturperiode, am 27. Juli 2007, starb der gewählte MHP-Kandidat Mehmet Cihat Özönder bei einem Autounfall. Daher hatte die MHP im Parlament 70 statt 71 Sitze.
Bei den türkischen Parlamentswahlen 2011 erhielt die MHP 5.580.580 Stimmen (13 %) und 53 Sitze. Stärkste Partei wurde sie in der Provinz Iğdır. Bei den Präsidentschaftswahlen 2014 stellte man zusammen mit der CHP Ekmeleddin İhsanoğlu als gemeinsamen Oppositionskandidaten auf. Bei den türkischen Parlamentswahlen im Juni 2015 konnte sie ihren Stimmenanteil leicht auf 16,3 % erhöhen. Bei den Neuwahlen im November des Jahres sank der Anteil wieder auf 11,9 %, wofür Bahçeli aufgrund seiner strikten Ablehnung jeglicher Koalitionen nach der Wahl im Juni von zahlreichen Mitgliedern aus der Partei verantwortlich gemacht wurde.

### Unterstützung der AKP

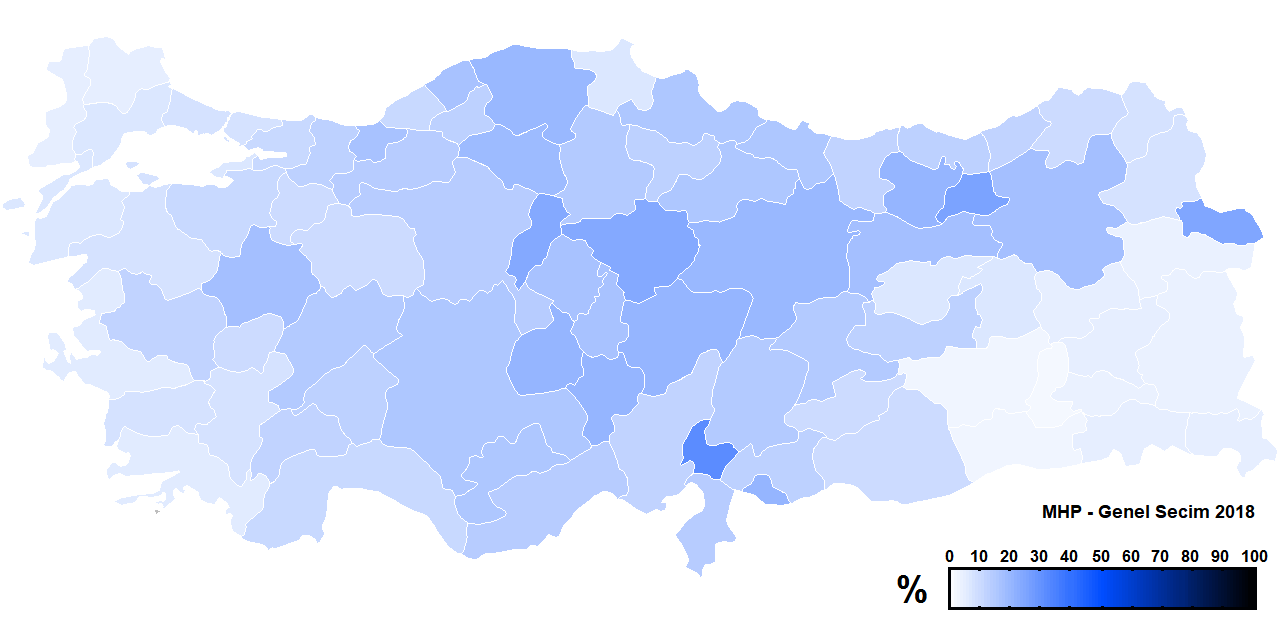
Anteil der Stimmen bei der Parlamentswahlen in der Türkei 2018 in Prozent (nach Provinzen).

Noch im Jahr 2014 verstand sich die MHP als klare Opposition zur AKP, der Vorsitzende Bahçeli stellte sich gegen das von Erdoğan angestrebte Präsidialsystem. Als Grund für die zum Teil scharfe Oppositionshaltung galten die Friedensgespräche mit der Arbeiterpartei Kurdistans (PKK), da sich die MHP seit jeher für eine militärische Lösung einsetzt. Als diese ohne Ergebnis abgebrochen wurden und der bewaffnete Konflikt weiterging, folgte die Annäherung der MHP an die AKP. So bekam Erdoğan 2016 die Unterstützung Bahçelis für eine Dreifünftelmehrheit im Parlament, um ein Verfassungsreferendum ins Leben zu rufen, das unter anderem das Präsidialsystem als Staatsform vorsieht. Das Vorfeld des Referendums brachte der MHP zahlreiche prominente Abgänge bzw. Parteiausschlüsse. Umfragen zufolge hat die Abstimmung auch die Wählerschaft der Partei verändert: Beim Referendum sollen 70 % der Parteianhänger gegen Änderungen der Verfassung gestimmt haben.
Im Januar 2018 gab Bahçeli bekannt, dass man bei den Präsidentschaftswahlen 2018 keinen eigenen Kandidaten aufstellen werde, sondern Erdoğan unterstütze. Zudem strebe der Parteivorsitzende ein Wahlbündnis mit der AKP für die Wahlen bis 2024 an. Das Wahlbündnis heißt „Volksallianz“. Bei der Parlamentswahl konnte die MHP ein Ergebnis von rund elf Prozent einfahren und stellt seitdem mit der AKP die Mehrheit im Parlament.
Bei den Kommunalwahlen 2019 wurde die Zusammenarbeit mit der AKP fortgeführt, wobei sich diese auf 51 Provinzen und zahlreiche Landkreise bezog. So wurden die AKP-Kandidaten in 27 der 30 Großstädte des Landes von der MHP unterstützt, indem keine eigenen Kandidaten aufgestellt wurden. Im Gegenzug trat die AKP unter anderem bei den Oberbürgermeisterwahlen in Manisa, Adana und Mersin nicht an. Das landesweite Ergebnis von 7,31 % bedeutete zwar einen Verlust von etwa 10 Prozent; jedoch konnte die MHP im Landesinneren bzw. in ländlicheren Gebieten einen deutlichen Stimmenzuwachs vermerken. So konnte man in sieben Städten das Amt des Bürgermeisters gegen die AKP gewinnen. Lediglich in Isparta trat der gegenteilige Fall ein. In den Großstädten, wo man von der AKP unterstützt wurde, gewann die MHP lediglich in Manisa; in Adana und Mersin musste man sich der CHP deutlich geschlagen geben.

### Richtungsstreit und Austritte
Seit 2015 stellte vor allem Meral Akşener eine Opposition zum Parteivorsitzenden, wodurch sie vor der Parlamentswahl im November 2015 von einem möglichen Abgeordnetensitz entfernt wurde. Nach der Wahl wollten einige führende Mitglieder der MHP einen Parteikongress mit entsprechender Neuwahl des Vorsitzes abhalten, was jedoch durch einen Gerichtsbeschluss verhindert wurde. Dies wurde auch außerhalb der MHP als politisch motiviert eingestuft. Dabei wurden die regierende AKP und das zugehörige Justizministerium beschuldigt, da sich die MHP (trotz einer lange anhaltenden, scharf oppositionellen Ansicht gegenüber Erdoğan) der AKP immer mehr annäherte. In den darauf folgenden Wochen und Monaten wurden zahlreiche Mitglieder, die sich gegen Bahçeli und seine Unterstützung für Verfassungsänderungen stellten, aus der Partei ausgeschlossen. So traten unter anderem die ehemaligen Innenministerin Meral Akşener, Yusuf Halaçoğlu und Şenol Bal aus der MHP aus. Ihre neue politische Heimat wurde die İyi Parti, die im Oktober 2017 von Akşener gegründet wurde.

## Programmatik
Die MHP bestreitet ihren Wahlkampf vor allem mit Anti-EU-Rhetorik und Agitation gegen die PKK. Devlet Bahçeli, Vorsitzender der MHP, warf bei öffentlichen Wahlversammlungen einen Strick um sich und versprach seinen Anhängern, die Todesstrafe wieder einzuführen, damit der PKK-Vorsitzende Abdullah Öcalan hingerichtet werden könne. Im Parteiprogramm definiert die MHP ihre offiziellen „Hauptwerte und -grundsätze“ folgendermaßen:
- Nationalismus
- Nationale Einheit und Unitarismus
- Demokratie
- Laizismus
- Menschenrechte und Grundfreiheiten
- Primat des Rechts
- Sozialstaat
- Soziale Gerechtigkeit und „türkische Gemeinschaftlichkeit“ (Türk toplumculuğu, zielt auf nationale Solidarität und gerechte Einkommensverteilung ab)
- Transparenz der Regierung

Im Mai 2006 beschrieb der Parteivorsitzende Devlet Bahçeli in einer Grußbotschaft anschaulich das Weltbild der MHP.

„Ich wünsche den Vorreitern der Bewegung, primär unseren verstorbenen Führern Alparslan Türkeş und Hüseyin Nihal Atsız, Gottes Segen und den Lebenden ein langes Leben. [...] Unsere Nation erlebt derzeit überaus ernste und kritische Tage. Es sind Machtzentren am Werk, die die Türkei einerseits von außen umzingeln, andererseits von innen in die Krise führen und ideell zerstören wollen. Die Angriffe auf den nationalen und unteilbaren Charakter der Republik Türkei nehmen tagtäglich zu. Man will die Institutionen, die unsere nationale Identität ausmachen, einzeln zerstören. Es werden immer mehr Ansichten ausgebreitet, die neben unsere Existenz als Nation und die materiellen Elemente unserer Einheit auch unsere ideellen Werte, unseren Glauben, unsere Sprache, Geschichte, Kultur und Kunst angreifen. Leider stecken hinter der Zunahme dieser aggressiven Haltungen Leute, die mit künstlichen und separatistischen Begriffen wie "türkeistämmig", "verfassungsrechtliche Staatsbürgerschaft" und "ein Mosaik bilden" die nationale Einheit und Integrität leugnen und ethnische Einteilungen und Beimengungen vornehmen. So will man die Türkei außenpolitisch auf das Niveau eines bloßen Satellitenstaates ohne eigenen Weg, eigene Gedanken und Interessen bringen, ein abhängiges Land, dem man wirtschaftliche Privilegien und Kapitulationen einräumen kann. [...] Die türkische Nation wird trotz aller Hindernisse und trotz der Einkesselung durch Druck und Verrat und mit der Erlaubnis des Allerhöchsten ihren Platz unter den führenden Staaten einnehmen. Dies werden die Nationalisten bewerkstelligen, die opferbereiten, leidgeprüften, jedoch stets vornehmen und würdevollen Kinder der Nation.“

## Extremismusdiskussion
Viele Wissenschaftler stuften die MHP als extremistisch ein. Hauptgrund für diese Einschätzung waren die Aktivitäten von Anhängern der MHP in den 1980er Jahren, mit denen die Türkei an den Rand eines Bürgerkriegs geführt wurde.
- Faruk Şen bezeichnete 1986 die Anhänger der MHP als „Neo-Faschisten“.[17]
- Der Turkologe Klaus Kreiser bezeichnete 1991 die Milli Çalışma Partisi als „rechtsextrem“.[18] In seinem Buch Kleine Geschichte der Türkei von 2003 beschreibt er die Programmatik der MHP als „minderheitenfeindlich“. Sie richte sich „gegen alle als 'links' eingeordnete Personen, Gruppen und Inhalte“.[19]
- Udo Steinbach beschrieb die MHP 1996 als „extremistische Gruppierung“.[20]
- Harald Schüler (1998) brachte Aktivisten der MHP mit „Gewaltakten paramilitärischer Kommandos oder mafiosen Gruppierung“ in Verbindung.[21]

Laut Peter Davies und Paul Jackson (2008) hat die MHP seit den 1990er-Jahren unter der Führung Devlet Bahçeli ihr Programm und ihre Rhetorik etwas gemäßigt. So vertrete sie keinen völkischen Nationalismus mehr, sondern einen kulturellen Nationalismus und Konservativismus. Zumindest nach außen hin akzeptiert die Partei die Regeln der parlamentarischen Demokratie. Manche Autoren bezweifeln aber, ob diese Wende ernsthaft und glaubwürdig ist und verdächtigen die MHP, ihre faschistische Agenda nur hinter einer moderateren und demokratischen Fassade zu verbergen.
Seit 2007 ist die MHP ununterbrochen in der Großen Nationalversammlung vertreten und lag bei jeder Wahl über der 10-Prozent-Hürde.

## Organisation in Europa
Die „Föderation der Türkisch-Demokratischen Idealistenvereine in Deutschland“ mit dem Kürzel ADÜTDF ist seit dem Jahr 1978 eine Europaorganisation der MHP. Allein in Deutschland gibt es rund 170 Vereine der Türk Federasyon mit etwa 7.000 Mitgliedern. Zwischen dem 25. Juli 2014 und dem 26. April 2015 organisierte die ADÜTÜF 29 und die Avrupa Türk Konfederasyon (ATK) 2 Wahlkampfveranstaltungen zu Gunsten der Partei der Grauen Wölfen in der Türkei MHP.
Nach der Präsidenten- und Parlamentswahl in der Türkei 2018 besteht der Eindruck, dass die Türkei versucht, die Extremistengruppe Graue Wölfe in Deutschland hoffähig zu machen. Cemal Çetin, Vorsitzender des Dachverbandes der Grauen Wölfe ADÜTDF in Europa und frisch gewählter Abgeordneter der MHP, gehörte der türkischen Delegation beim NATO-Gipfel im Juli 2018 an und wurde mit Bundeskanzlerin Angela Merkel zusammen fotografiert.

## Wahlergebnisse

### Parlaments- und Senatswahlen
| Jahr | Wähleranteil | Sitze  | Platz |
| ---- | ------------ | ------ | ----- |
| 1969 | 3,0 %        | 1/550  | 6.    |
| 1973 | 3,4 %        | 3/550  | 6.    |
| 1977 | 6,4 %        | 16/550 | 4.    |

| Jahr | Wähleranteil | Sitze | Platz |
| ---- | ------------ | ----- | ----- |
| 1973 | 2,7 %        | 0/550 | 6.    |
| 1975 | 3,2 %        | 0/550 | 4.    |
| 1977 | 6,8 %        | 0/550 | 4.    |
| 1979 | 6,1 %        | 1/550 | 4.    |

| Jahr                         | Wähleranteil | Parlamentssitze | Platz | Position                      |
| ---------------------------- | ------------ | --------------- | ----- | ----------------------------- |
| Parlamentswahl 1995          | 8,2 %        | 0/550           | 6.    | Einzug ins Parlament verfehlt |
| Parlamentswahl 1999          | 18,0 %       | 129/550         | 2.    | Regierung                     |
| Parlamentswahl 2002          | 8,4 %        | 0/550           | 4.    | Einzug ins Parlament verfehlt |
| Parlamentswahl 2007          | 14,3 %       | 71/550          | 3.    | Opposition                    |
| Parlamentswahl 2011          | 13,0 %       | 52/550          | 3.    | Opposition                    |
| Parlamentswahl Juni 2015     | 16,3 %       | 80/550          | 3.    | Opposition                    |
| Parlamentswahl November 2015 | 11,9 %       | 40/550          | 3.    | Opposition                    |
| Parlamentswahl 2018          | 11,1 %       | 50/600          | 4.    | MHP-AKP                       |
| Parlamentswahl 2023          | 10,1 %       | 50/600          | 3.    | MHP-AKP                       |

### Präsidentschaftswahlen
| Jahr | Stimmen total | Stimmen in % | Kandidat                                                |
| ---- | ------------- | ------------ | ------------------------------------------------------- |
| 2014 | 15.434.167    | 38,57        | Ekmeleddin İhsanoğlu (gemeinsam mit der CHP)            |
| 2018 | (26.330.823)  | (52,59)      | kein eigener Kandidat; Recep Tayyip Erdoğan unterstützt |
| 2023 | ()            | ()           | kein eigener Kandidat; Recep Tayyip Erdoğan unterstützt |